# 마레크 함시크
마레크 함시크(슬로바키아어: Marek Hamsik, 1987년 7월 27일 ~ )는 슬로바키아의 은퇴한 축구 선수이다. 공격형 미드필더로 활약했다.

## 클럽 경력

### 초기 경력
함식이 슬로바키아의 Banská Bystrica에서 자랐지만, 그는 지역의 대표 클럽인 Dukla Banská Bystrica에 들어가지 않았다. 대신 그는 더 작은 유소년 클럽인 Jupie Podlavice에서 활약했다. 2002년에 그는 슬로바키아의 명문구단인 Slovan Bratislava에 입단하였다. 그리고 팀에서 한 골을 기록하였다.
2004년 함식은 17세의 나이에 세리에A의 브레시아 칼초로 이적하였다. 이적료는 €0.5M을 기록하였다. 첫 경기는 키에보 베로나를 상대한 경기였고, 시즌이 끝나자 브레시아는 세리에A에서 19위를 기록, 강등되었다. 이듬해 함식은 세리에B의 브레시아에서 40경기를 뛰었고 (리그 24경기 포함) 팀은 11위로 세리에B 리그를 마쳤다. 그는 40경기 10골이라는, 미드필더로서는 훌륭한 활약을 하였다.

### 나폴리에서의 초기
2006-07 시즌을 마치고 세리에A로 승격한 나폴리가 그를 점찍었다. 이윽고 그는 € 5.5M의 이적료에 SSC 나폴리로 이적하였다. 클럽의 회장 아우렐리오 데 라우렌티스는 미래에 주의깊게 지켜보아야 할 선수라고 그를 설명했다.
체세나와 가진 이탈리아 컵 1라운드에서 함식은 그의 나폴리 생활에서의 첫 중요한 경기를 맞이하였다. 4-0으로 대승한 이 경기에서 그는 팀의 두 번째 골이자 나폴리에서의 데뷔골로 그를 알렸다. 한달 뒤인 2007년 9월 16일, 세리에A 삼프도리아전에서, 그는 나폴리에서의 리그 첫 골을 신고한다.
그의 우상은 파벨 네드베드이며, 2007년에 그는 슬로바키아에서 두 번째로 가장 훌륭한 축구선수로 선정되었다. (1위는 마틴 스크르텔) 어린 선수들 가운데서는 슬로바키아에서 가장 뛰어난 선수로, The Peter Dubovský 트로피를 수상하였다. 그는 첫 시즌 나폴리에서 37경기를 뛰었으며, 9골을 넣었다. 그는 2007-08시즌 나폴리의 최다 득점자였다. 나폴리는 그 해 세리에A에서 8위를 차지, 인터토토컵에 진출하였다.
2008-09 시즌에서 그는 나폴리의 첫 두경기에서 모두 골을 넣었고, 시즌내내 9골을 더 넣었다. 그는 또다시 나폴리의 최다 득점자가 되었다. 또한 또다시 슬로바키아에서 두 번째로 훌륭한 축구선수로 선정되었고 역시 어린 선수들에게만 수여되는 The Peter Dubovský 트로피를 2년 연속 수상하였다.

### 2010-11 시즌
2010년 9월 16일, 삼프도리아 원정에서 그는 또다시 골을 넣었고, 팀은 2-1로 승리하였다. 이것은 2010-11시즌 함식의 첫 번째 골이었다. 며칠 후인 9월 23일 그는 나폴리와의 3년 재계약을 맺었고, 그로부터 3일 뒤 체세나전에서도 4-1의 승리에 기여하는 두 번째 골을 PK로 성공시켰다. 2011년 1월 30일 그는 삼프도리아전에서 다시 골을 넣어 나폴리의 4-0 승리에 기여하였다. 함식은 2010-11 시즌 리그에서 11골 8 어시스트를 기록하였고, 유로파 리그와 컵대회 포함 시즌 총 13골 9어시스트를 기록하였다. 그의 활약에 힘입어 나폴리는 3위로 리그를 마무리하며 챔피언스 리그 티켓을 획득하였다.

### 2011-12 시즌
2011년 9월 27일, 비야레알과의 챔피언스 리그 홈경기에서, 함식은 2-0으로 달아나는 쐐기골로 승리에 기여하였다. 이는 챔피언스 리그에서의 나폴리의 첫 승리였다. 그러나 9월 29일 유벤투스를 홈으로 불러들인 리그 경기에서, 함식은 15분 페널티킥을 실축하였고, 리그 무패행진을 벌이던 유벤투스에게 일격을 가할 기회였으나 나폴리는 경기막판 2골을 실점, 3-3으로 비기고 말았다.
12월 7일에는 챔피언스 리그 비야레알 원정경기에서 함식은 또다시 2-0으로 달아나는 쐐기골을 터뜨려 나폴리의 챔피언스 리그 16강 진출을 확정지었다. 함식은 2011-12시즌 전반기에만 5골과 5어시스트를 기록하였다. 3월에 그는 다시 나폴리와 계약을 1년 연장하였고 계약연장 발표가 된 날 그는 칼리아리전에서 믿을 수 없는 각도의 슛으로 팀의 6-3 대승을 이끌었다. 2011-12시즌에 함식은 나폴리에서 9골 9어시스트를 기록하였고, 챔피언스 리그와 컵대회 포함 총합 12골 11어시스트를 기록하였다.
2012년 5월, 유벤투스와 가진 코파 이탈리아 결승전에서 함식은 2-0으로 달아날 수 있는 기회의 페널티킥을 차게 된다. 이번에는 실수하지 않았다. 나폴리는 2-0으로 승리하였고 코파 이탈리아 우승 트로피를 손에 넣었다. 이것은 25년 만에 나폴리가 들어올린 우승컵이었다. 나폴리는 그의 활약과 함께, 챔피언스 리그 16강, 세리에A 5위, 그리고 코파 이탈리아 우승으로 시즌을 마감하였다.
한편 함식은 나폴리가 우승컵을 획득하면 모히칸 머리로 면도하겠다는 약속을 한 적이 있었고, 그는 약속을 지켰다.

### 2012-13 시즌
함식은 리그에서 11골 14어시스트를 기록하였다. 유로파리그에서의 3어시스트를 포함하여 그는 11골 17어시스트로 시즌을 마감하였다. 나폴리는 리그 준우승을 달성, 챔피언스 리그에 직행하였다.

## 일화
- 2008년 12월 함식은 크리스마스 쇼핑을 하다가 무장 강도에게 금품을 털린 일이 있었다. 2011년 11월 22일, 함식의 임신한 아내 마르티나 프라보나는 BMW를 몰고 가다가 무장괴한에 의해 통째로 차를 강탈당했고, 나폴리 경찰이 Ceselle에서 차를 발견, 함식에게 돌려주었다. 2013년 2월 17일, 삼프도리아와의 0-0 무승부가 끝나고 나폴리 국제공항을 향해 운전하고 있었던 함식은 스쿠터를 탄 3명의 마스크 괴한에게 제지당했다. 괴한 중 한 명은 그의 차창을 부수고 총으로 함식의 머리를 겨누었으며 그의 손목에 달려있던 €10,000짜리 롤렉스 시계를 빼앗았다. 무장괴한들이 도망친 후 함식은 경찰에 이를 신고하였다.
- 나는 빅클럽의 관심에는 전혀 관심이 없다. 나는 머리에 왁스를 바를 돈만 있으면 된다. 나는 절대 나폴리를 떠나지 않을 것이다. 이러한 발언으로 함식은 나폴리 팬들의 열렬한 지지를 받았다.

## 같이 보기
- A매치 100경기 이상 출전한 축구 선수 명단